# Loge De Standvastigheid
Loge De Standvastigheid was een vrijmetselaarsloge voor Asjkenazische Joden (Hoogduitse Joden) die in 1778 werd opgericht in Paramaribo.
Deze Joodse loge scheidde zich af van L'Union die daarna verder ging als een loge voor Sefardische Joden (Portugese en Spaanse Joden). Als motivering daarvoor werd gegeven: "... zulks om zich beter te sorteren en teneinde in goede harmonie met de anderen te leven." Het was de zesde loge in Paramaribo en de vrijmetselarij kende op dat moment meer dan tweehonderd leden in de hoofdstad.
De loge behoorde in 1800 tot de vier overgebleven loges in Suriname. In 1835 fuseerde ze met de loge L'Union en bleef voortbestaan onder haar eigen naam. Rond 1850, toen de loge nog maar vier leden telde, ging ze op in Concordia.
Vrijmetselarij · Beginselen · Geschiedenis · Symbolen · Vrijmetselaarsloge · Ordegrondwet · Obediëntie · Regulariteit en irregulariteit · Ritus · Graden · Grootmeester · Gemengde vrijmetselarij · Para-vrijmetselarij · Antivrijmetselarij · Vrijmetselarij in Nederland · Vrijmetselarij in België · Internationale vrijmetselarij
>>> Meer info op Portaal:Vrijmetselarij <<<